# La Belle et la Bête (film, 2009)
Pour les articles homonymes, voir La Belle et la Bête.
Pour plus de détails, voir Fiche technique et Distribution.
La Belle et la Bête (Beauty and the Beast) est un film australien réalisé par David Lister, sorti en vidéo en 2009.
Il a été diffusé aux États-Unis le 27 février 2010 sur Syfy.

## Fiche technique
- Titre original : Beauty and the Beast
- Titre français : La Belle et la Bête
- Réalisation : David Lister
- Scénario : Gavin Scott
- Musique : Garry McDonald et Lawrence Stone
- Direction artistique : Christopher Cox
- Décors : Michelle Sotheren
- Costumes : Monica O'Brien
- Photographie : Nino Gaetano Martinetti
- Son : Ben Vlad, Warren Pearson, Robert Schreiber
- Montage : Brad Lindenmayer
- Production : Mark L. Lester, Dale G. Bradley, Grant Bradley et Dana Dubovsky

Production exécutive : Pam Collis
Production déléguée : Martin J. Barab, Eric Gozlan, Richard Iott et Richard Stewart
Production déléguée (non crédité) : Alex Krem et Leighton Lloyd
- Sociétés de production[2] :
  - Australie : Limelight International Media Entertainment
  - Canada : Goldrush Entertainment
- Sociétés de distribution :
  - Australie : Arkles Entertainment (DVD)
  - États-Unis : Syfy (Diffusion TV) ; Entertainment One et Barnholtz Entertainment (Vidéo)
  - Belgique : Syfy Universal (Diffusion TV)
- Budget : n/a
- Pays :  Australie,  Canada
- Langue originale : anglais
- Format[3] : couleur - 35 mm - 1,78:1 (Widescreen) (16:9)
- Genre : aventures, fantastique, romance, drame
- Durée : 90 min
- Dates de sortie[4] :
  - États-Unis : 4 novembre 2009
  - France : 3 novembre 2010 (sortie directement en DVD)[5]
- Classification[6] :
  -  Australie : Les enfants de moins de quinze ans doivent être accompagnés d'un adulte  (MA 15+ - Mature Accompanied under 15).
  -  États-Unis : Interdit aux moins de 17 ans (certificat #46192) (R – Restricted) [Note 1].
  -  France : Tous publics avec avertissement[5].

## Distribution
- Estella Warren (VF : Ingrid Donnadieu) : Belle
- Rhett Giles (VF : Philippe Valmont) : le comte Rudolph
- Victor Parascos : La Bête
- Vanessa Gray (VF : Blanche Ravalec) : Lady Helen
- Tony Bellette : Otto
- Chris Betts : Capitaine
- Peter Cook (VF : Yannick Blivet) : Duc Edward
- Nicholas G. Cooper : Duc Henry
- Gabriella Di Labio : Anna
- Mark Finden : Soldat 1
- Damien Garvey (en) : Dr Thorne
- Jack Henry : Juré Foreman
- Dan Jensen : Soldat à pied
- Anthony Kidd : Kurt
- Alex Kuzelicki : Troll
- Todd Levi : Baron Conrad
- Valentina Morosini : Villageoise
- Tony Thurbon : Le Roi Maxililian

## Accueil
Le téléfilm a été vu par 1,76 million de téléspectateurs lors de sa première diffusion américaine.